# Dorcadion seguntianum
Dorcadion seguntianum là một loài bọ cánh cứng trong họ Cerambycidae.